# Heliconius nattereri
Espèce
Statut de conservation UICN

 CR B1+2c : 
En danger critique
Heliconius nattereri est une espèce de lépidoptères (papillons) de la famille des Nymphalidae, de la sous-famille des Heliconiinae et du genre Heliconius.

## Taxinomie
Heliconius nattereri a été décrit par Cajetan Freiherr von Felder et Rudolf Felder en 1865.

### Nom vernaculaire
Heliconius nattereri se nomme Natterer's Longwing en anglais.

## Description
Heliconius nattereri est un grand papillon au corps fin et aux ailes antérieures allongées à apex arrondi, aux ailes de couleur noire orne mentées de blanc chez le mâle différemment chez la femelle qui présente une ressemblance (mimétisme Müllérien) avec Heliconius ethilla et Mechanitis polymnia.
Le mâle présente un dessus de couleur noire orné de jaune pâle, aux ailes antérieures une bande partant de la base et une flaque séparant en partie l'apex du reste de l'aile alors que les ailes postérieures présentent une large bande jaune pâle partant du bord interne près de la base vers l'apex.
La femelle présente un dessus de couleur noire orné d'orange cuivré, aux ailes antérieures une large bande en triangle partant de la base et une bande irrégulière jaune pâle séparant en partie l'apex du reste de l'aile, aux ailes postérieures une large bande orange cuivré partant du bord interne près de la base vers l'apex, et une ligne submarginale de l'angle anal à la moitié du bord externe.

## Biologie

### Plantes hôtes
Les plantes hôtes de sa chenille sont des Tetrastylis et des Dilkea.

## Écologie et distribution
Heliconius nattereri est présent au Brésil.

### Biotope
Heliconius nattereri réside en forêt tropicale humide jusqu'à 1 300 m.

## Protection
Heliconius nattereri est noté CR (en grave danger) sur le Red Data Book.